# 14278 Perrenot
14278 Perrenot este un asteroid din centura principală de asteroizi.

## Descriere
14278 Perrenot este un asteroid din centura principală de asteroizi. A fost descoperit pe 2 februarie 2000 la Socorro, New Mexico, în cadrul proiectului LINEAR. Asteroidul prezintă o orbită caracterizată de o semiaxă mare de 2,33 ua, o excentricitate de 0,18 și o înclinație de 2,2° în raport cu ecliptica.